# バルーニング (動物)
バルーニングとは、クモ類の幼体や、一部の蛾の幼虫が糸を使って空を飛ぶことである。雪迎えともいい、冬の季語である。

## 概説
クモ類は一腹の卵を糸で包んで卵嚢を作る。卵が卵嚢内で孵化すると、一令幼虫は卵嚢内に止まり、もう一度脱皮して二令になって初めて出てくる。多くのクモ類ではしばらくの間はこの卵嚢の周囲に子グモが集まって過ごす。これを「まどい（団居）」と呼ぶ。その後、子グモは分散して行く訳であるが、この時、かなりのクモが飛行する。これをバルーニングと呼ぶ。

## 子グモの行動
バルーニングを行うクモでは、まどいの後の子グモは、それぞれに周囲の草や木の上に向かって上って行く。この先の行動は大きく二つに分かれる。原始的なジグモなどは子グモが糸を出してその先にぶら下がり、風に吹かれて糸が切れると、そのまま風に乗って飛んでいく。多くの高等なクモでは草や木の先端に出ると、体を持ち上げ、腹部を上に向け、糸疣から数本の細い糸を出し始める。糸は上昇気流に乗って吹き上がり、やがてクモが脚を離すと、そのまま空中へ吹き上げられる。ちょうどタンポポの種子のような格好である。
多くのクモではこの飛行はごく幼い時期のみに限られるが、小型であるコサラグモ類、たとえばセスジアカムネグモなどは、成虫も飛行することがある。

## 分布への影響
この飛行は時に長距離になり、航空機に網をつけるとクモが取れる、大洋の沖合で船にクモの糸が引っ掛かったといった報告が聞かれることもある。このことはこの方法がクモ類にとって分布拡大に大きな力になることの証拠と言ってよい。実際、生物がいない区域に真っ先に侵入する生物の一つは、まず間違いなくクモである。空中の生物を調べるために、高いところへ網をかける調査が行われた場合も、往々にしてクモが引っ掛かってくる。
この空中飛行のため、バルーニングを行うクモ類は、非常に分布の範囲が広くなっている場合がある。ある高名な日本のクモ学者によると、名前の分からないクモを見つけても、それを新種と判断するのは非常に勇気がいると言う。例えば移動能力に乏しい陸産貝類であれば、せいぜい日本周辺の文献を当たって、そこで該当するものがなければおおよそ新種と判断できるが、クモの場合はアジア全域の文献を当たるくらいでないと危ないとのこと。実際、南西諸島で見つかった未知種が、やっとその正体が分かって見れば、インドで見つかっていたものだったなどという例がある。
その結果として、このような長距離移動を行うクモでは、地域による変異を生じにくいようである。他方、バルーニングを行わないクモでは、地方変異が多く見られる例もある。例えば原始的なクモであるキムラグモやトタテグモでは地方や島ごとの種分化が見られる。これらのクモはバルーニングを行わない。同様に原始的な地中性のクモでもジグモはバルーニングを行い、地方変異はあまり見られない。より高等なクモ類は多くがバルーニングを行うが、行わないものも散見される。ヤチグモ類などは地方変異が多く知られ、やはりバルーニングを行わない事が知られている。
他方、ミズグモは旧北区に広く分布するものであるが、バルーニングを行わない。

## 人間への反響
クモの子が木に登る際の通り道になった部分は、白いリボンがかけられたかのように、糸の帯となって残る場合があり、人目を引くこともある。さらに、飛んで行ったクモの出した糸が吹き寄せられると、綿くずの固まりのようになり、多くの人を驚かすまでになる。たとえば、不審な綿くずのようなものが周辺を飛んでいる、あるいは木々や建物に引っ掛かっている、という目撃談を生じる。
この現象は古くから人目を引き、西洋ではゴッサマー（英：gossamer）と呼ばれ、13世紀ころから伝えられている。シェークスピア等にも言及した部分がある。これがクモの子であることが判明したのは17世紀以降である。中国では遊糸と言われ、5世紀ころには漢詩などに現れ、12世紀にはその正体がクモである旨の記載がある。日本では、東北地方の一部で雪迎え（秋のもの）、雪送り（春のもの）などと称する。1928年に発表された梶井基次郎の代表作「冬の蝿」(1931年刊『檸檬』に収録)には、糸を伸ばして空を飛び、「渓間(たにま)」の「こちら岸からあちら岸」へ渡っていくクモの子たちを「天女」に例える描写がみられる。これがクモであることは昭和14年に東北大学の岡田要之助の発表で知られるようになった。
他に、空中を飛んでくる綿毛様のものとして伝えられているものにエンジェルヘアー、しろばんば、ケサランパサランなどがあり、それらの正体もこれではないかとの説もある。ただし、その一部はワタアブラムシ（雪虫も参照）と混同されているようである。日本では歌人としても業績を残したクモ研究家の錦三郎が、山形県南陽市をフィールドに、この地の泥炭湿地で観察される「雪迎え」現象について詳しい研究を行っている。

## その他
クモ以外の動物では、ハダニ類がやはり糸を出して空を飛ぶことが知られている。また、ミノガの一部なども初期の幼虫が糸を吐き、それにぶら下がって飛ぶことがある。